# Dimitry Perov
Pas d'image ? Cliquez ici

a Compétitions nationales et continentales officielles uniquement.

b Matchs officiels uniquement.
Dernière mise à jour le 15 décembre 2020.
Dmitri Perov (en russe : Дмитрий Перов), né le 18 novembre 1984, est un joueur russe de rugby à XV qui évolue au poste de demi de mêlée. 

## Biographie
Dmitri Perov est un pur produit du VVA Podmoskovie. Natif de Monino, il a découvert le rugby au sein de son club local, et y joue jusqu'en 2021. Alternant entre le rugby à sept et le rugby à XV, il remporte avec son club le titre de champion de Russie de rugby à sept. En sélection, il débute à sept en 2012, lors de la tournée asiatique des World Rugby Sevens Series. Il s'imposera rapidement comme un cadre de l'équipe russe, participant ainsi à la Coupe du monde de rugby à sept 2013, qui se tenait à Moscou. Il participe aussi au titre de champion d'Europe de la Russie en 2016. 
A XV, il participe à des rassemblements en 2012 avec la Russie, mais se blesse et ne peut jouer. Il lui faudra attendre 2018 pour revenir dans la sélection et obtenir sa première sélection. Apprécié par son sélectionneur Lyn Jones, il va devenir un membre important de l'équipe, et participe à la Coupe du monde de rugby à XV 2019. Il y joue 4 matchs, dont deux en tant que titulaire (face à l'Irlande et l'Écosse.
En 2021, à 36 ans, il quitte son club formateur pour rejoindre un nouveau club promu dans l'élite russe, le RC Dynamo Moscou. Au terme de la saison, sans offre de contrat, il met un terme à sa carrière et se reconvertit comme entraîneur.

## Palmarès
- Tournoi européen de Russie de rugby à sept 2016
- Seven's Grand Prix Series 2016

## Statistiques

### En sélection
| Année | Compétition                       | Matchs | Points | Essais | Transf. | Drops | Pénal. |
| ----- | --------------------------------- | ------ | ------ | ------ | ------- | ----- | ------ |
| 2018  | Test                              | 2      | -      | -      | -       | -     | -      |
| 2019  | REC 2019                          | 5      | -      | -      | -       | -     | -      |
| 2019  | Coupe des Nations 2019            | 3      | -      | -      | -       | -     | -      |
| 2019  | Test                              | 1      | -      | -      | -       | -     | -      |
| 2019  | Coupe du monde de rugby à XV 2019 | 4      | -      | -      | -       | -     | -      |
| Total | Total                             | 15     | -      | -      | -       | -     | -      |